# NGC 2810
NGC 2810 (ook: NGC 2810A) is een elliptisch sterrenstelsel in het sterrenbeeld Grote Beer. Het hemelobject werd op 3 december 1788 ontdekt door de Duits-Britse astronoom William Herschel.

## Synoniemen
- UGC 4954
- MCG 12-9-42
- ZWG 332.45
- PGC 26514